# Церковь Покрова Пресвятой Богородицы (Новочеркасск)
Церковь Покрова Пресвятой Богородицы — бывший православный храм (старообрядческий) в городе Новочеркасске Области Войска Донского. Была построена в 1908 году, архитектурный стиль — эклектика. Находилась на улице Почтовой, 39 (ныне улица Пушкинская, 41 — на этом месте сейчас здание пожарной части № 5).

## История
В начале XX века новочеркасские старообрядцы, почувствовав потепление в отношениях между православной и старообрядческой церквями, создавшееся в связи с опубликованием царского Манифеста 1905 года, даровавшего гражданам Российской империи свободы совести, слова, собраний и союзов, решили построить в городе старообрядческий храм. Облегчил их положение также закон 1906 года о свободе вероисповедания.
В связи с этим новочеркасский казак-старовер Дмитрий Федорович Байдалаков пожертвовал под строительство храма своё подворье с двумя каменными домами на улице Почтовой. Получив разрешение на строительство своей церкви, старообрядцы закончили её постройку в 1907 году. Внутреннюю роспись храма выполнил художник Иван Фёдорович Попов, который принимал участие в росписи Соборного храма войска Донского. Внутри церкви, по словам современников, был выполнен красивый голубой иконостас с позолотой. 26 октября 1908 года состоялось освящение этого старообрядческого храма, совершённое приехавшим из Москвы старообрядческим архиепископом Иоанном Картушиным, которому помогал епископ Феодосий. Государственная власть была представлена войсковым наказным атаманом — генералом от кавалерии А. В. Самсоновым.
После Октябрьской революции Церковь была уничтожена. Интересно, что на этой же Почтовой улице в 300 метрах друг от друга находились две Николаевские церкви — одна православная на Никольской площади (ныне площадь Левски), другая старообрядческая у Александровского сада. Они тоже были разрушены.

Исторические фотографии
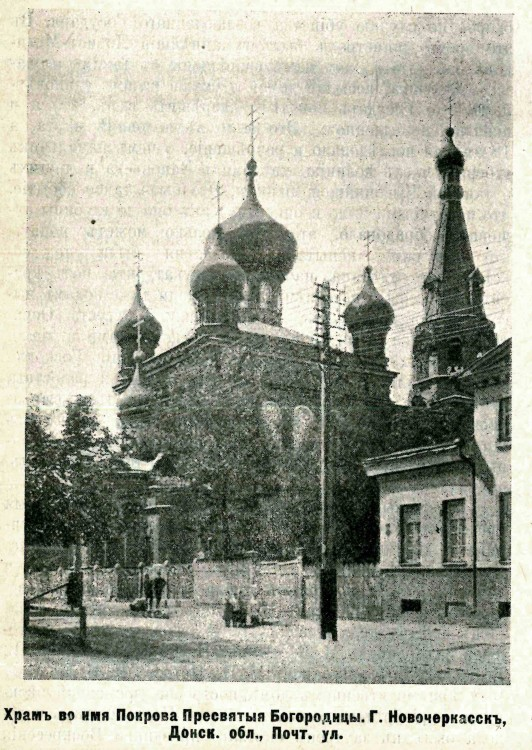
Внешний вид церкви
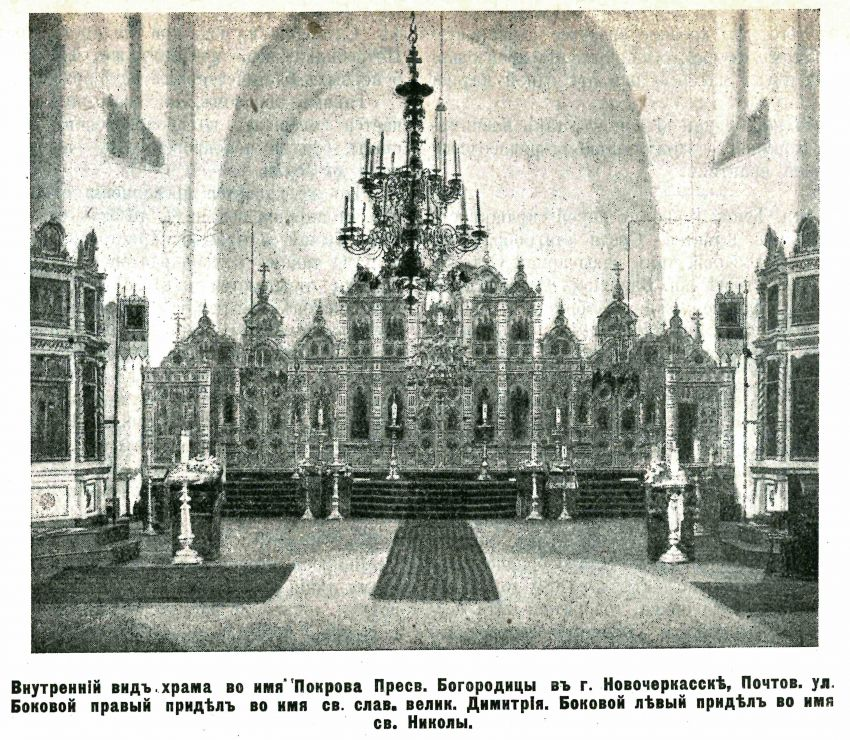
Внутренний вид церкви